# Leo Belgicus

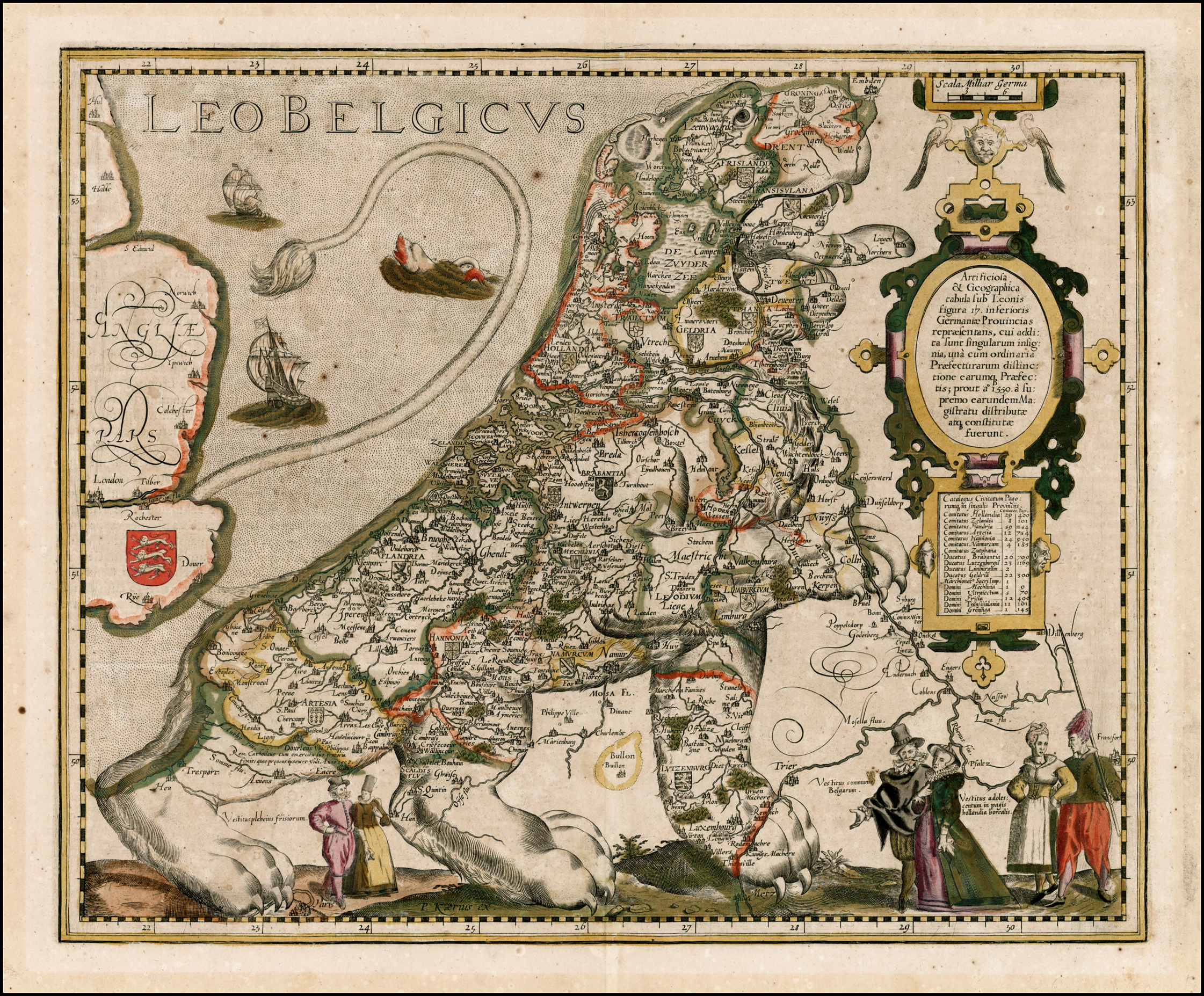
Leo Belgicus (1617) von Pieter van den Keere, 45 × 36,8 cm, Universitätsbibliothek Leiden

Der Leo Belgicus (lateinisch für Löwe von Belgica) war seit dem 16. Jahrhundert ein beliebtes Motiv der niederländischen Kartografie.

## Grundidee
Den ersten Leo Belgicus, gestochen von Frans Hogenberg, veröffentlichte der österreichische Chronist Michael Aitzinger 1583 in seinem Geschichtswerk De Leone Belgico. Das Buch behandelt die niederländische Zeitgeschichte von 1559 bis 1583 aus spanischer Sicht. Wie Aitzing im Vorwort ausführt, soll die Darstellung der Siebzehn Provinzen als Löwe die Macht und Stärke des um seine Unabhängigkeit ringenden Landes grafisch veranschaulichen. Das Adjektiv belgicus leitet sich von der römischen Provinz Gallia Belgica her und bezeichnet im Neulateinischen den gesamten Benelux-Raum.
Auf Aitzings Karte – wie auch auf den meisten Kopien – steht der Löwe auf den Hinterpfoten mit dem Rücken zum Meer, den Kopf und die rechte Vordertatze nach Nordosten gerichtet. Das aufgerissene Maul des Löwen zeigt eine mächtige Zunge, der lange Schweif umspielt die englische Küste. Auf späteren Darstellungen hält der Löwe gelegentlich ein Schwert in den Pranken.
Aitzing griff mit dem Leo Belgicus eine weiter zurückgehende heraldische Tradition auf. Der Löwe als Wappentier findet sich auf den Wappen aller sieben Provinzen, welche später die Vereinigten Niederlande bildeten, auf den Wappen einiger südlicher Provinzen (Flandern, Brabant, Luxemburg, Hennegau) sowie auf dem Wappen des Hauses Nassau.

## Fortleben
Die Grundidee von Aitzings Karte wurde in den folgenden Jahrhunderten viele Male variiert, nun freilich in niederländisch-patriotischem Sinne. Vor allem in den unabhängigen nördlichen Niederlanden, aber auch bisweilen im südlichen, beim Heiligen Römischen Reich verbliebenen Teil des Landes galt der Löwe als Symbol für die einstige politische Einheit der Region. Bekannte Leones Belgici stammen von Claes Janszoon Visscher (1609) und Pieter van den Keere (1617). Ersterer veröffentlichte 1648 unter dem Titel Leo Hollandicus erstmals eine verkleinerte Version, die nur Holland abbildet. Jodocus Hondius schließlich entwarf einen gewesteten Leo Belgicus, der in umgekehrter Richtung nach Südwesten blickt.
„Leo Belgicus“ ist auch der Titel einer historischen Abhandlung von Philipp von Zesen (erschienen 1660 (lateinisch); deutsche Fassung 1677 als Niederländischer Leue).

## Beispiele

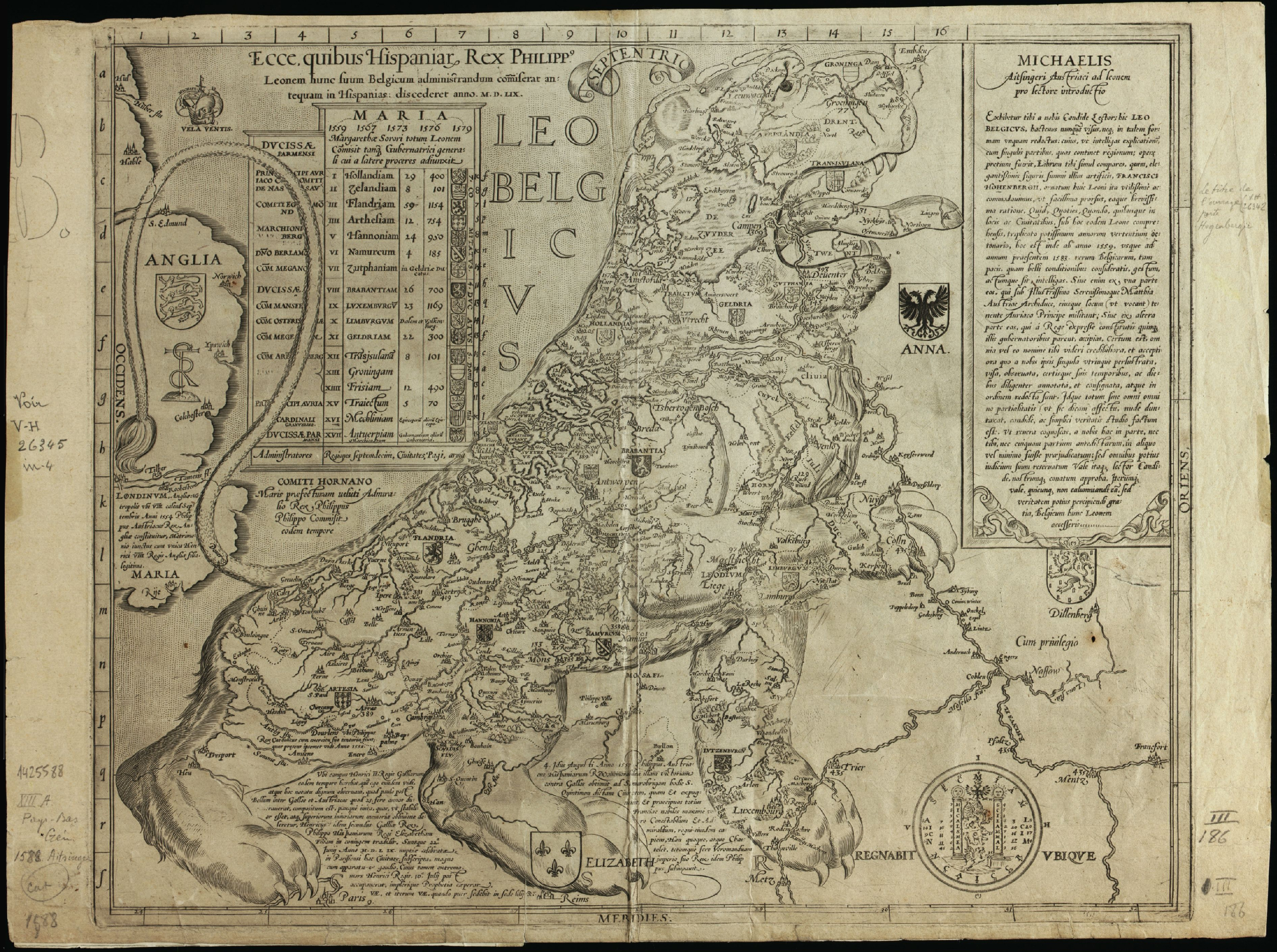
Frans Hogenberg (1583)
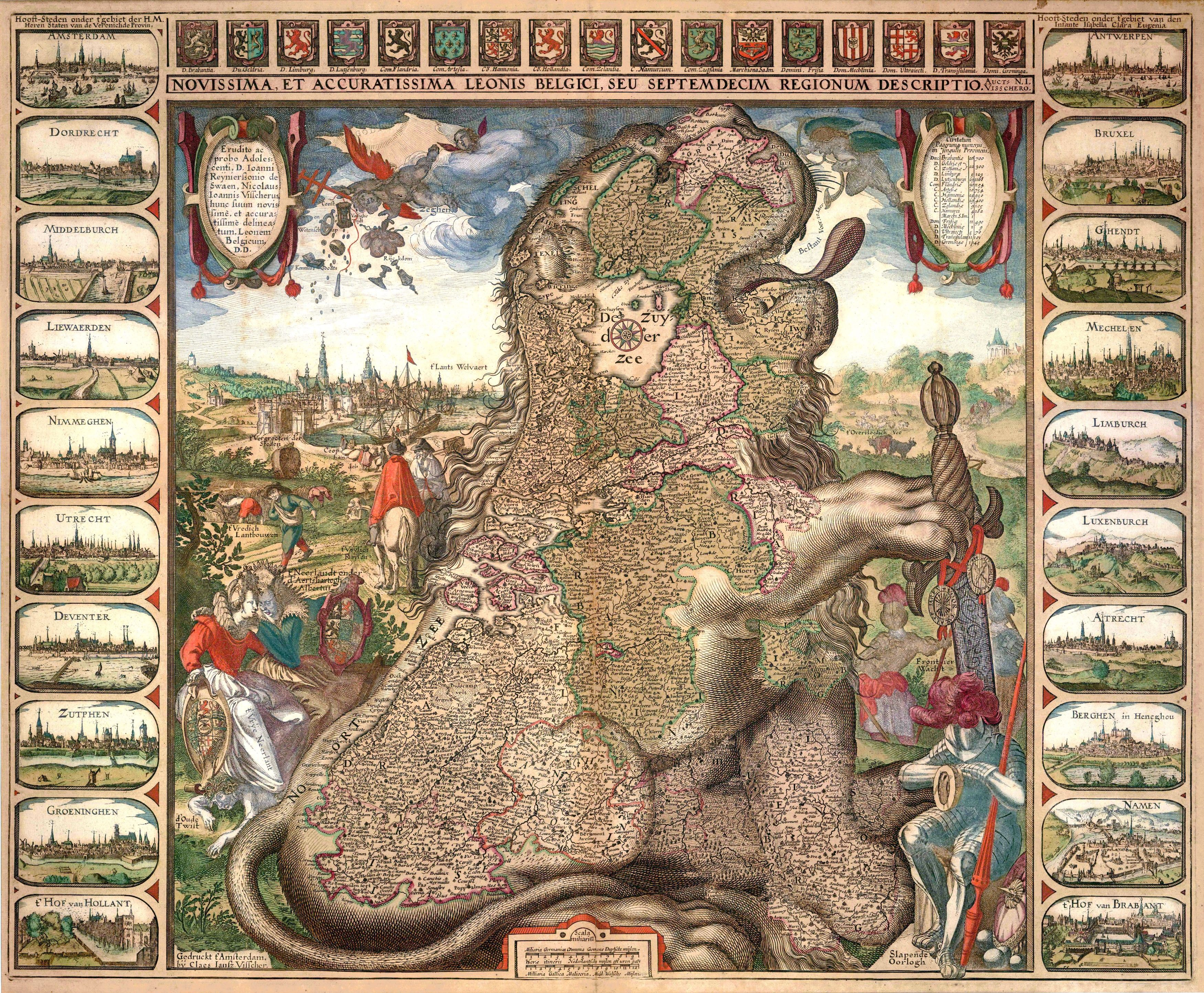
Claes Janszoon Visscher (1611)
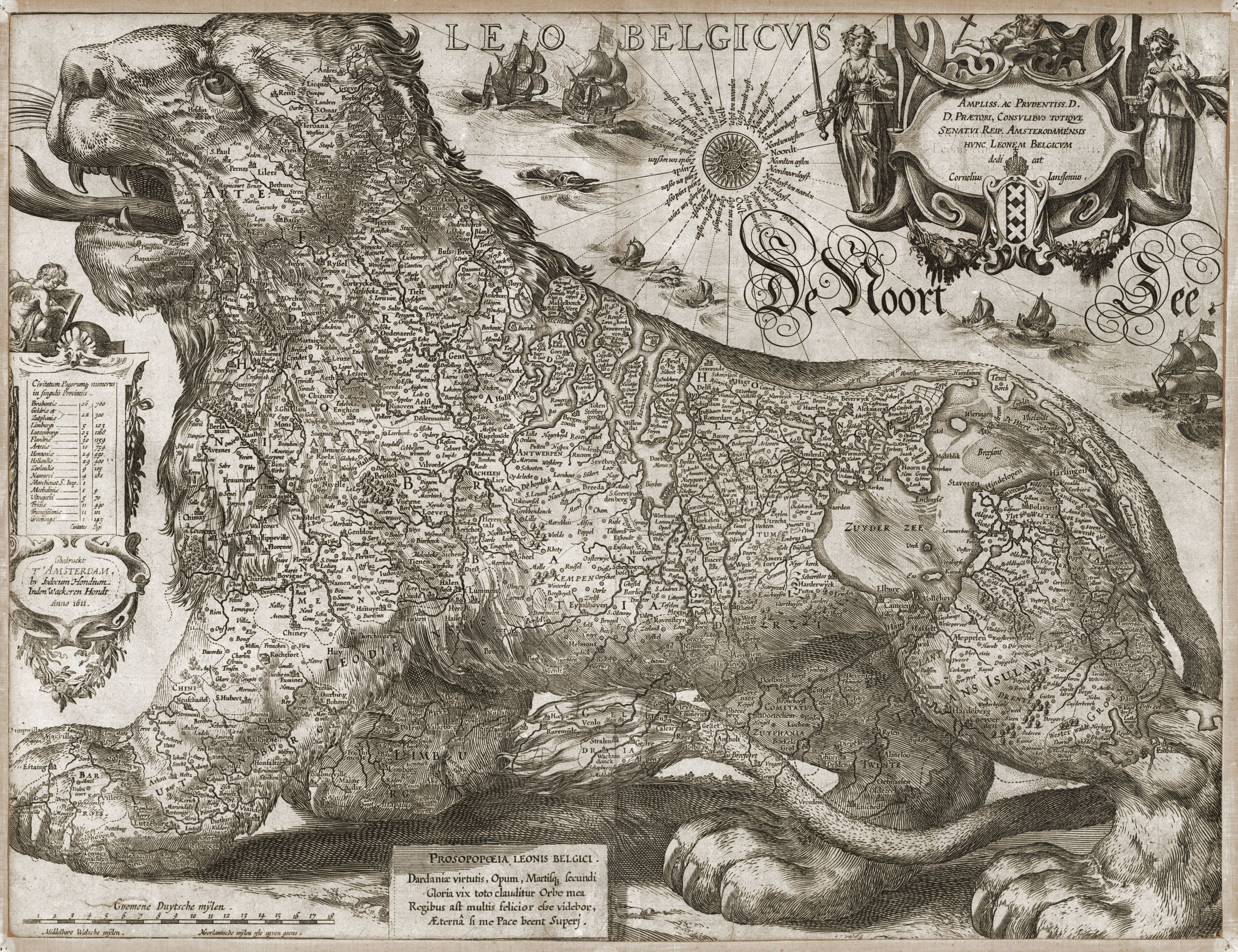
Jodocus Hondius (1611)
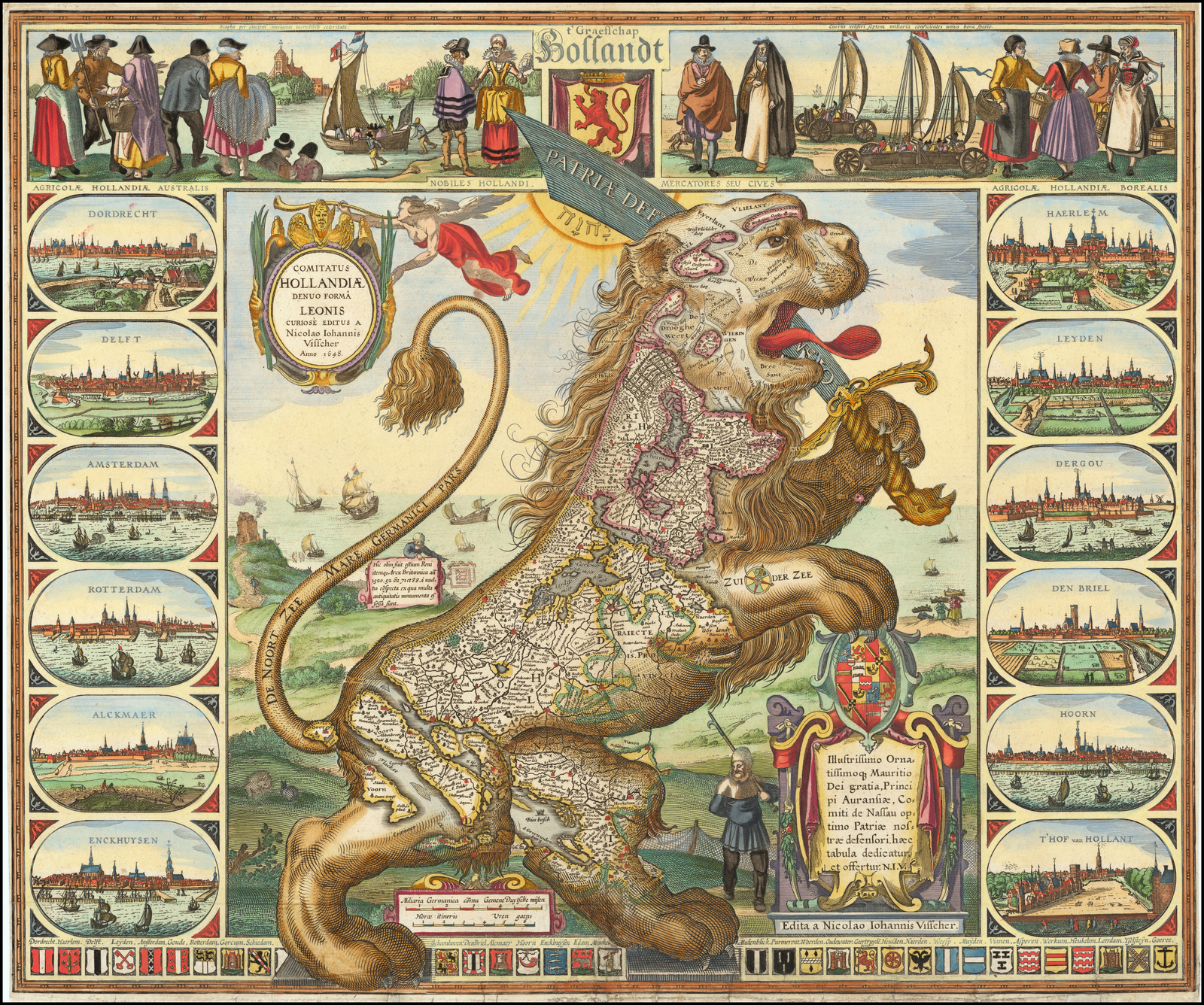
Claes Janszoon Visscher (1648)

## Verwandte Motive
Darstellungen von Ländern in Figurengestalt gibt es auch zu anderen Motiven, etwa ebenfalls in der Frühen Neuzeit die Europa Regina.